# Bourg-d'Oueil
Bourg-d'Oueil is een gemeente in het Franse departement Haute-Garonne (regio Occitanie) en telt 8 inwoners (2009). De plaats maakt deel uit van het arrondissement Saint-Gaudens.

## Geografie
De oppervlakte van Bourg-d'Oueil bedraagt 9,5 km², de bevolkingsdichtheid is dus 0,8 inwoners per km².
De onderstaande kaart toont de ligging van Bourg-d'Oueil met de belangrijkste infrastructuur en aangrenzende gemeenten.

## Demografie
Onderstaande figuur toont het verloop van het inwonertal (bron: INSEE-tellingen).